# Delphine Girard
Delphine Girard (* 1990 in Québec (Kanada)) ist eine kanadisch-belgische Filmregisseurin.

## Leben
Girard wurde in Quebec geboren und ist in Brüssel aufgewachsen.
Sie hat am Institut national supérieur des arts du spectacle et des techniques de diffusion (INSAS) in Brüssel zunächst Schauspiel und dann Regie studiert. 2014 schloss sie ihr Studium mit dem Kurzfilm Monstre ab.
Seit 2020 ist Girard Mitglied der Oscar-Akademie.

## Filmographie und Auszeichnungen
- 2015: Monstre (Kurzfilm)[4]
  - der prix de la Meilleure Fiction beim Festimages
  - der prix Fédération Wallonie-Bruxelles beim Brussels Short Film Festival
  - der Grand Prix beim Le Court en dit long
  - der premier Prix beim RIFF (Rhode Island)
  - der Be TV Prize beim FIFF de Namur
- 2017: Caverne (Kurzfilm)[4]
- 2018: Une sœur[4]
  - beim Festival de Namur 2018:
  - der Prix du Meilleur Court-Métrage bei der Compétition Nationale de la Fédération Wallonie-Bruxelles
  - der Prix du Public du Court-Métrage
  - der BeTV Prize du Court Métrage
  - der prix de l'Université de Namur
  - bei der Oscarverleihung 2020 in der Kategorie Bester Kurzfilm nominiert
- 2022: Le plus vivant possible (Spielfilm)[4]